# Université José Cecilio del Valle
L'université José Cecilio del Valle (en espagnol : Universidad José Cecilio del Valle ou UJCV) est une université privée hondurienne située à Tegucigalpa, la capitale du pays. L'établissement porte le nom de José Cecilio del Valle, un avocat, homme politique, journaliste et intellectuel centraméricain.

## Source
- (es) Cet article est partiellement ou en totalité issu de l’article de Wikipédia en espagnol intitulé « Universidad José Cecilio del Valle » (voir la liste des auteurs).